# Boris Kudojarov
Boris Kudojarov (rusky: Борис Кудояров; 1898, Taškent – 1973, Moskva) byl sovětský novinářský fotograf. Stál vedle slavných jmen fotožurnalistiky během druhé světové války jako byli Robert Capa, David Seymour, Margaret Bourke-Whiteová, Dmitrij Baltermanc, Michail Trachman, Max Alpert, Arkadij Šajchet nebo Galina Saňková.

## Život a dílo
Kudojarov pracoval nejdříve pro agenturu Russfoto, ve které přešel od sportovní fotografie k reportáži. Proslul především svými snímky z blokády Leningradu, ze které pořídil 3000 negativů pro magazín Komsomolská pravda.

## Galerie

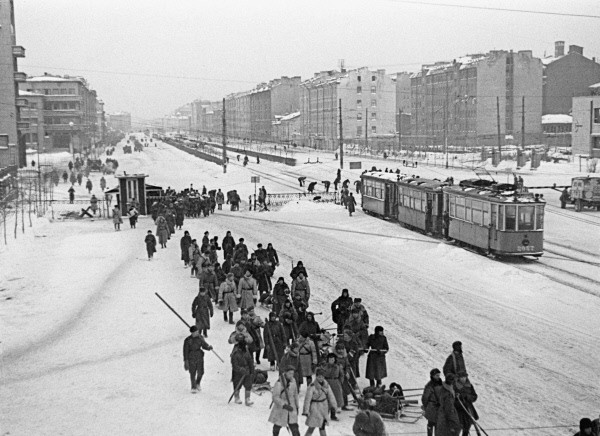
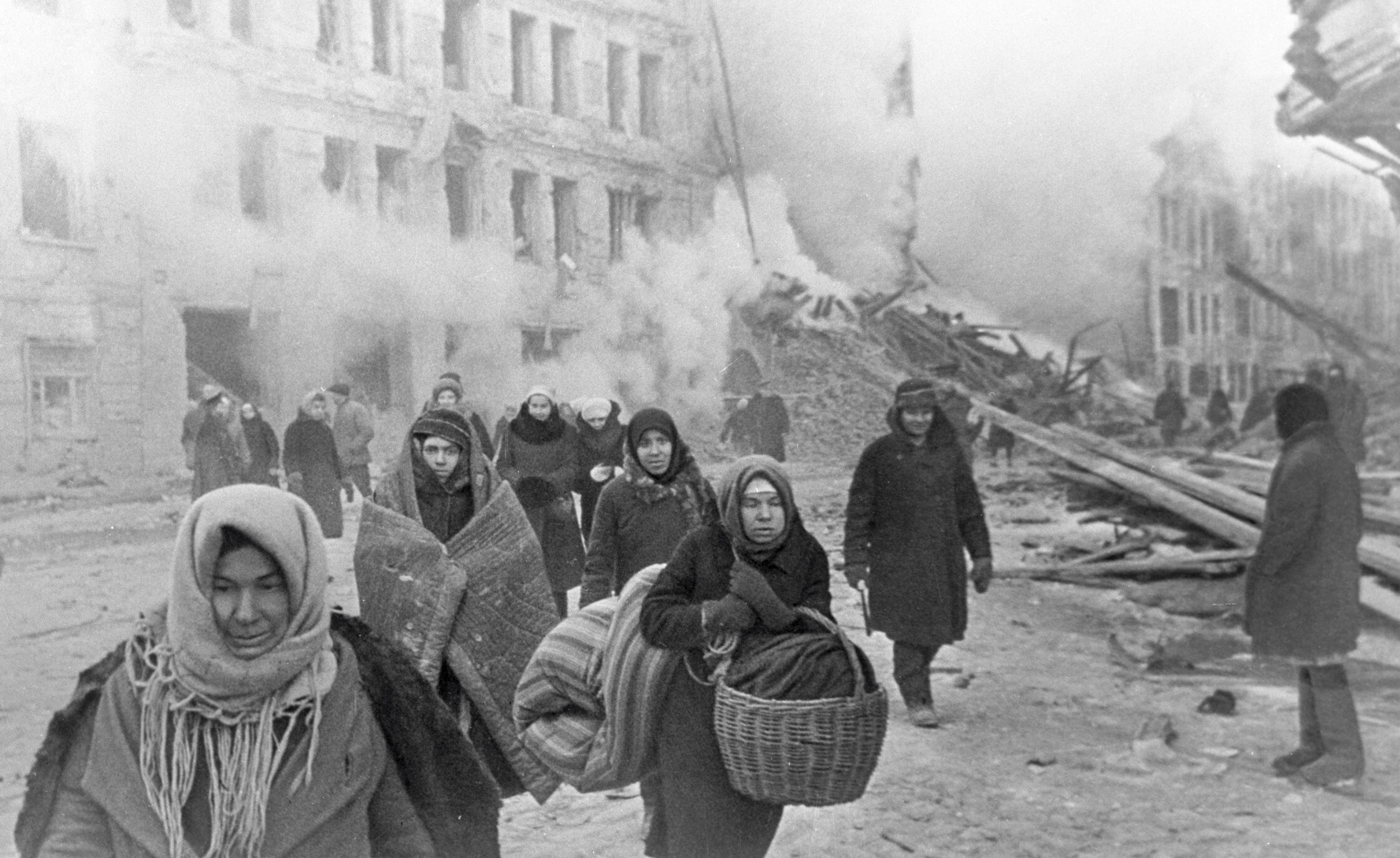
Po bombardování
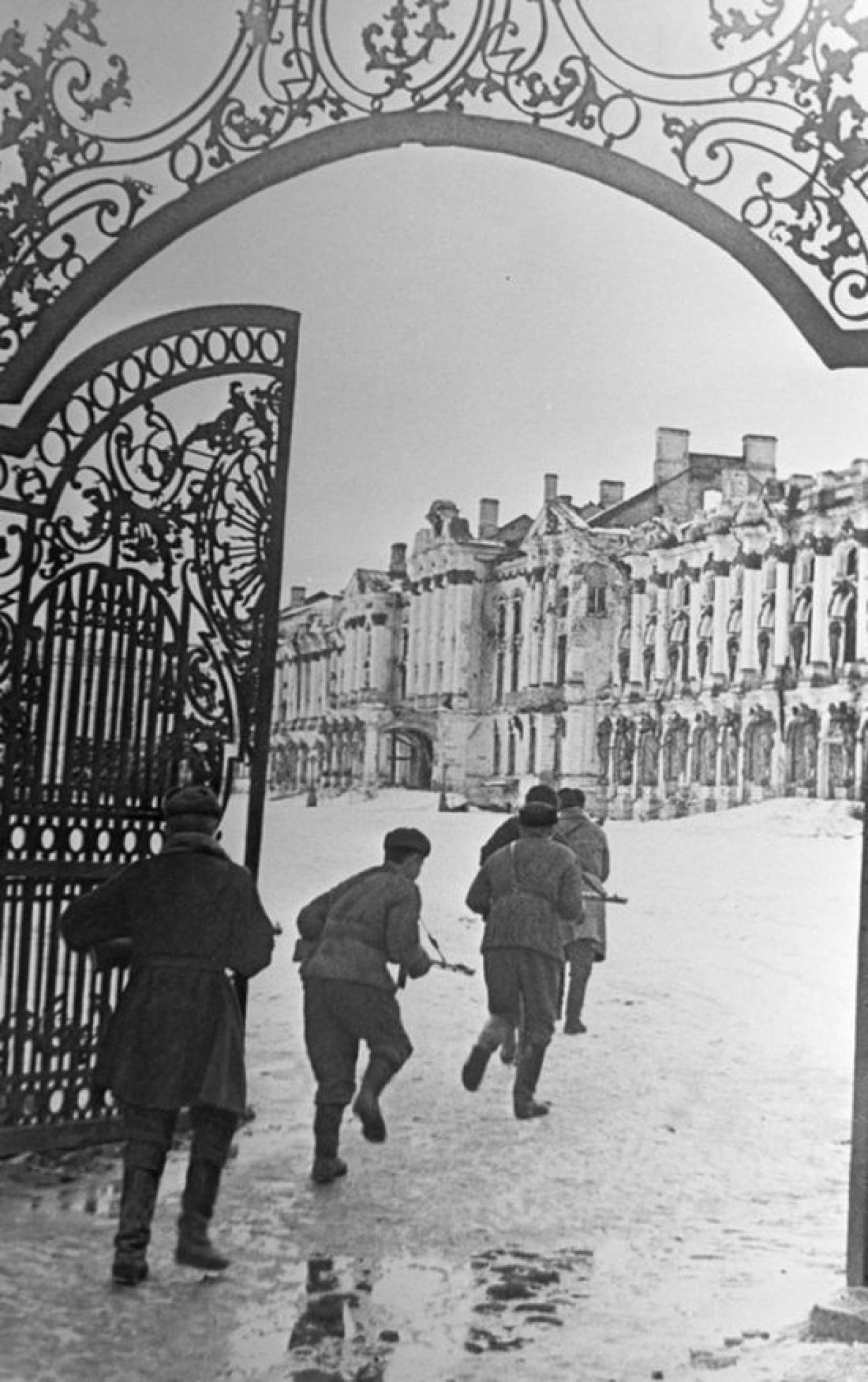
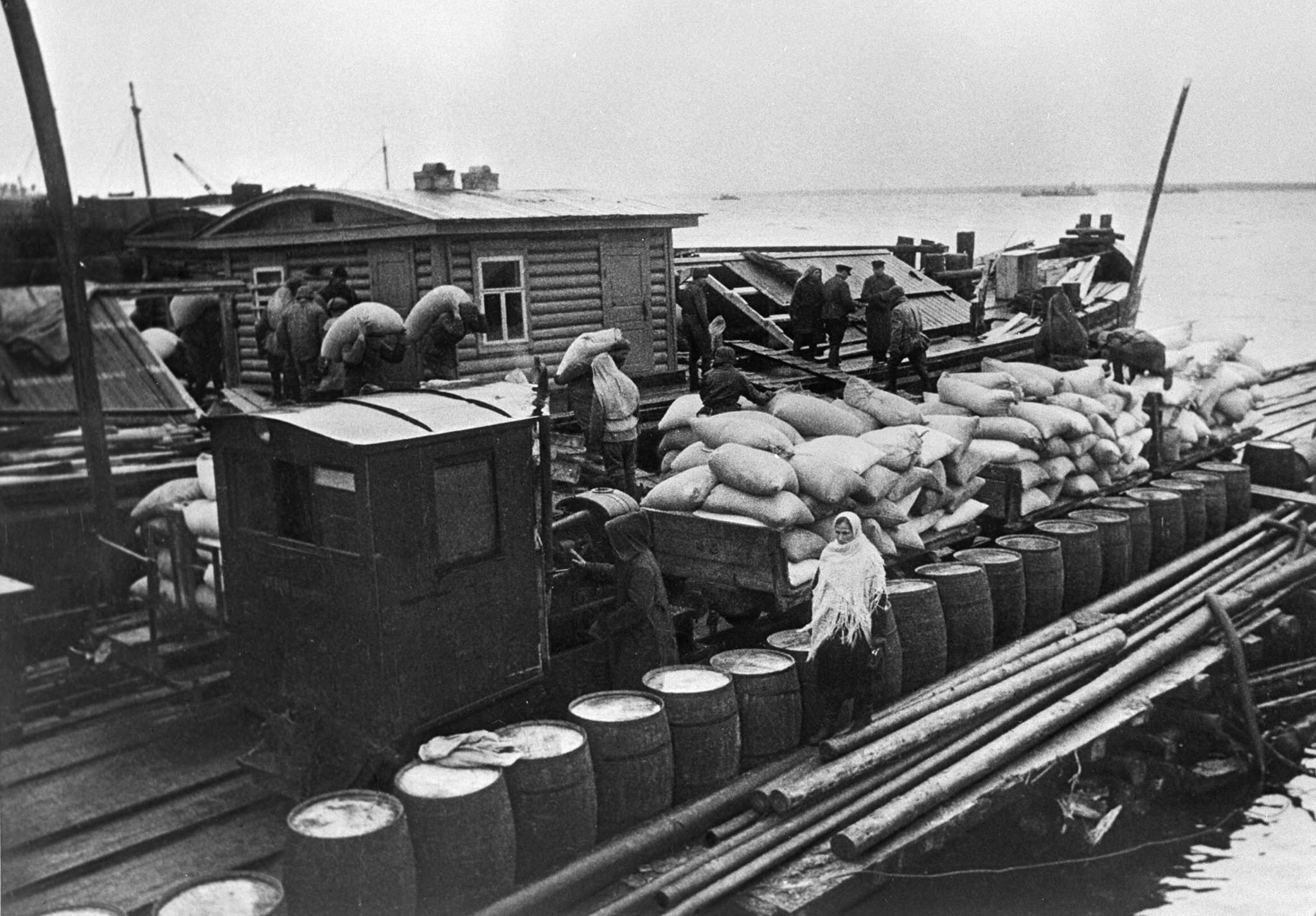
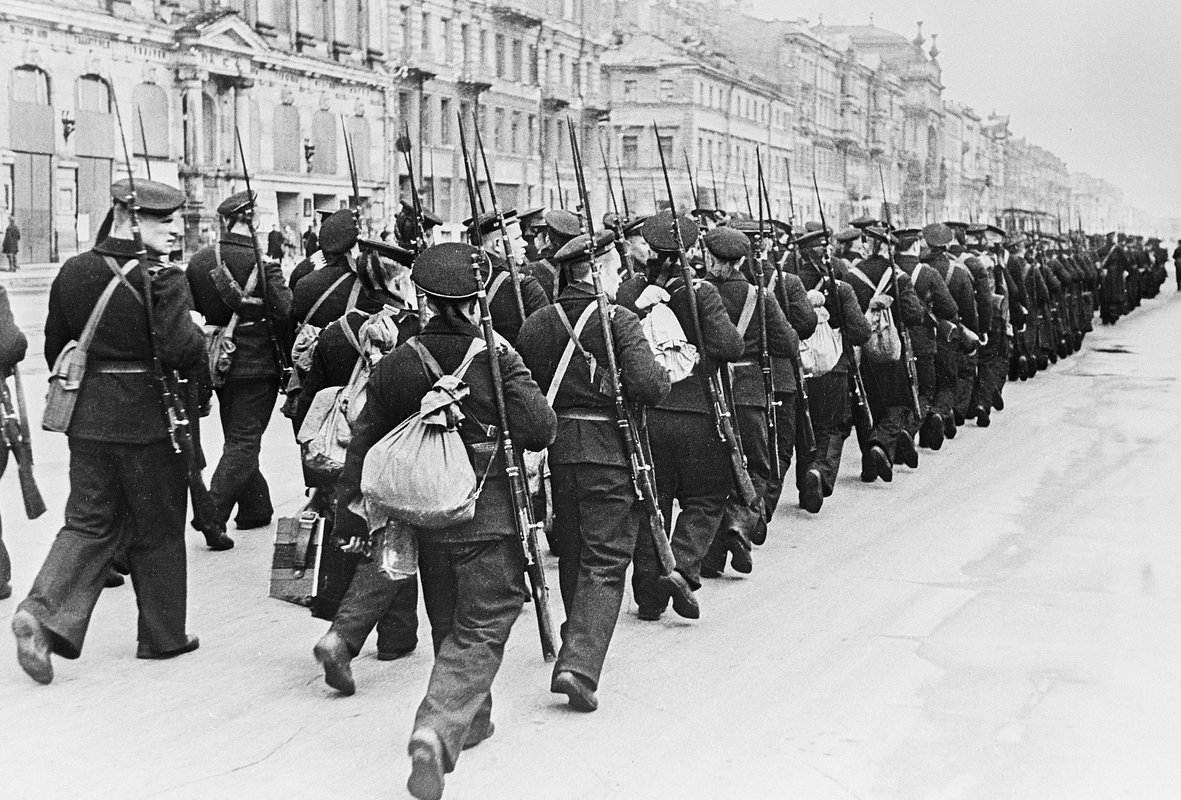
Námořníci jdou na frontu
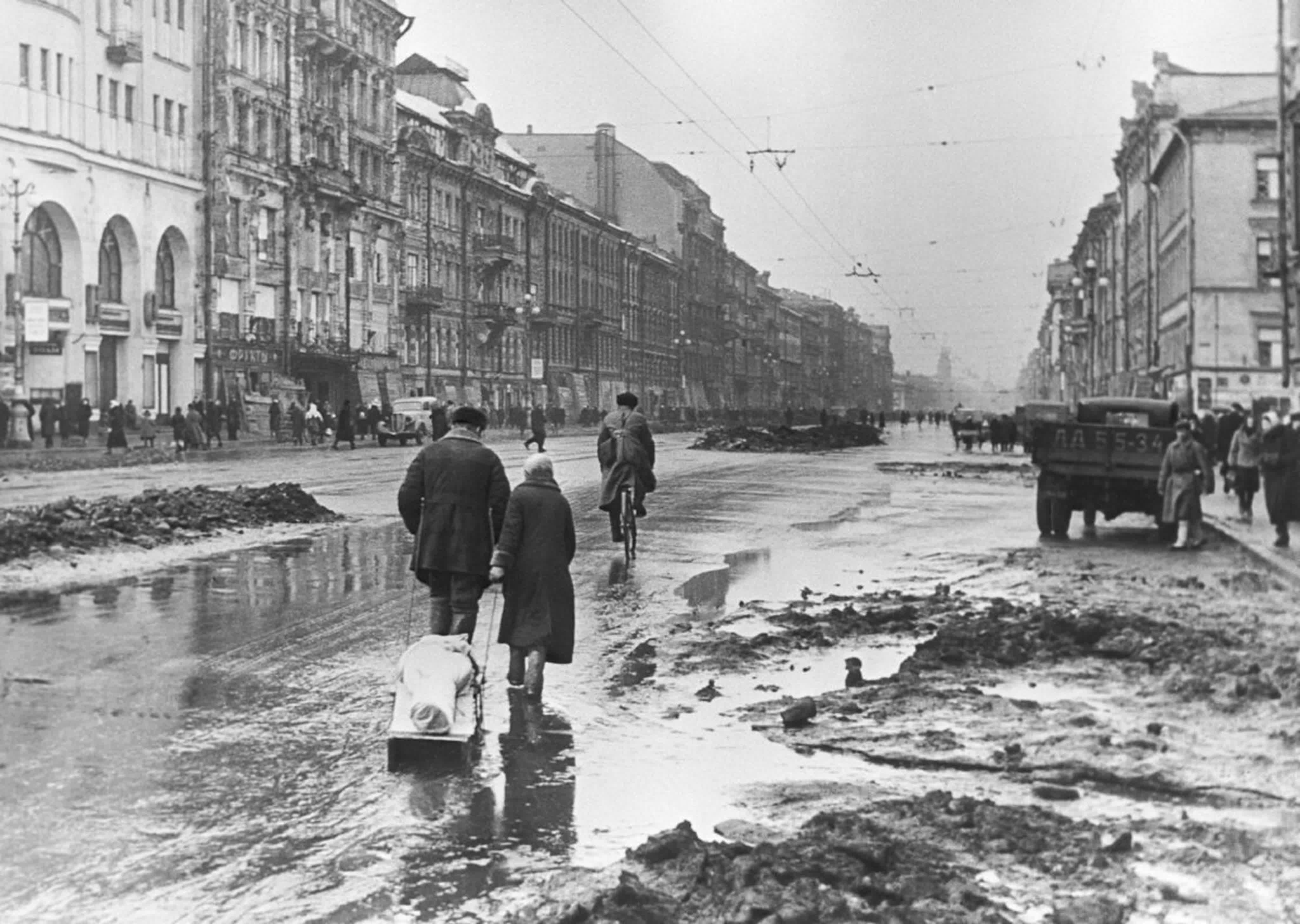
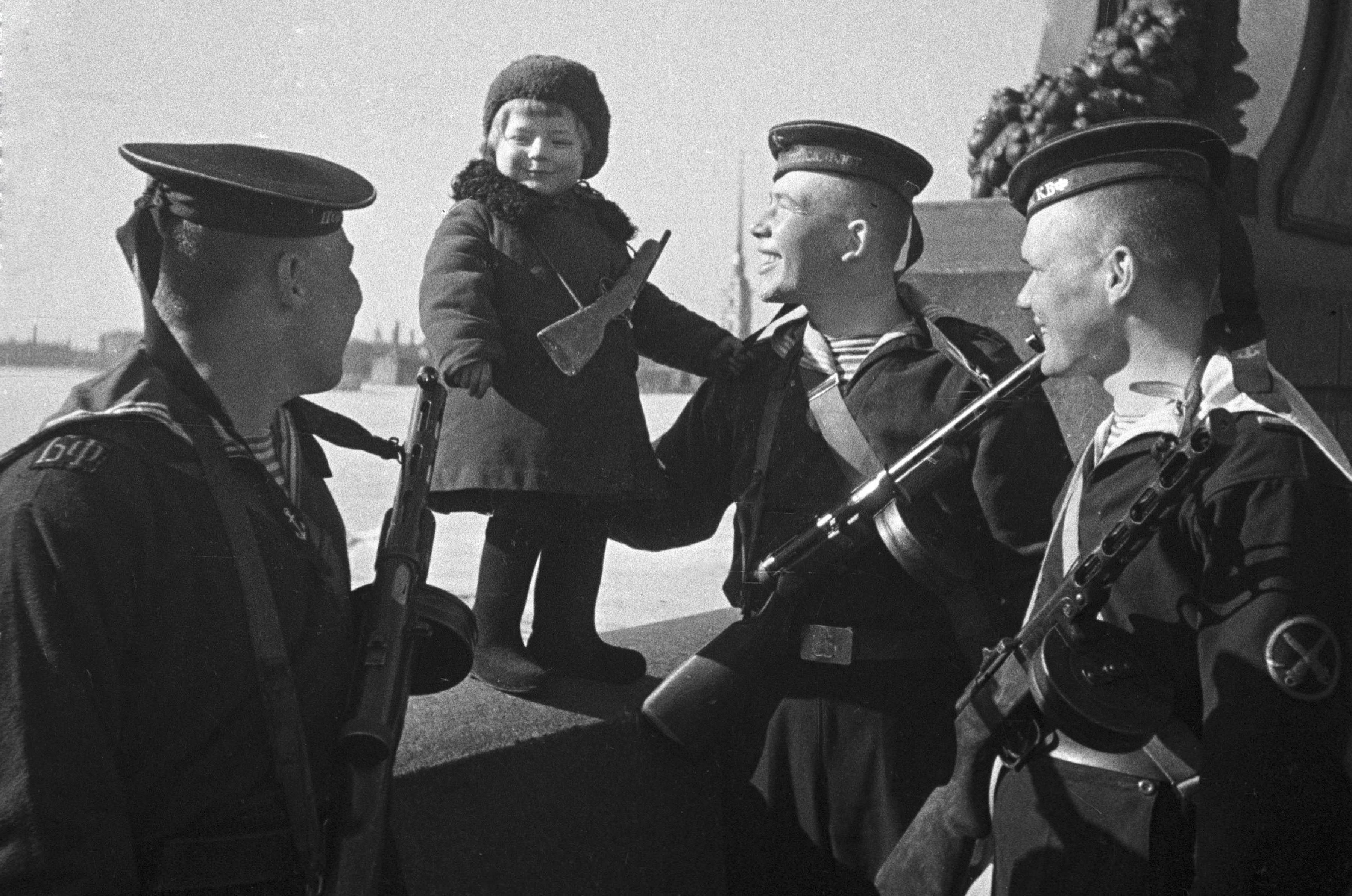
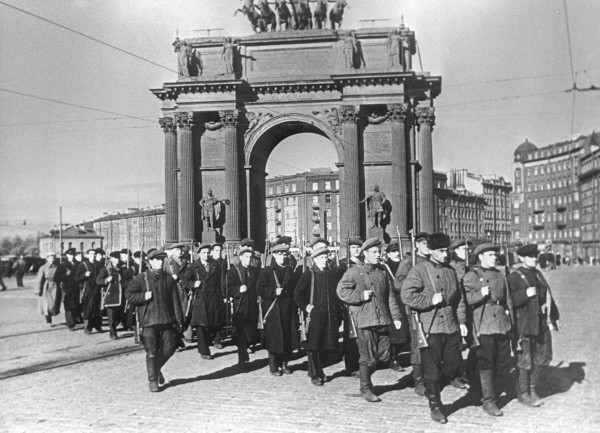
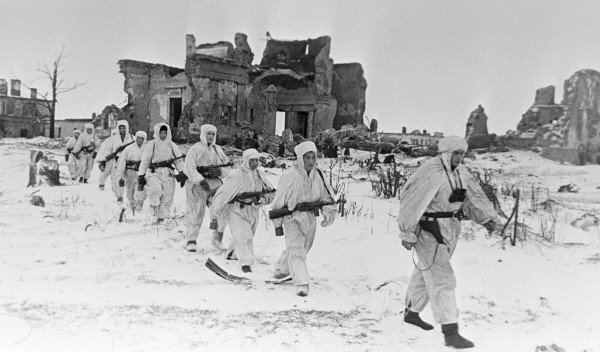
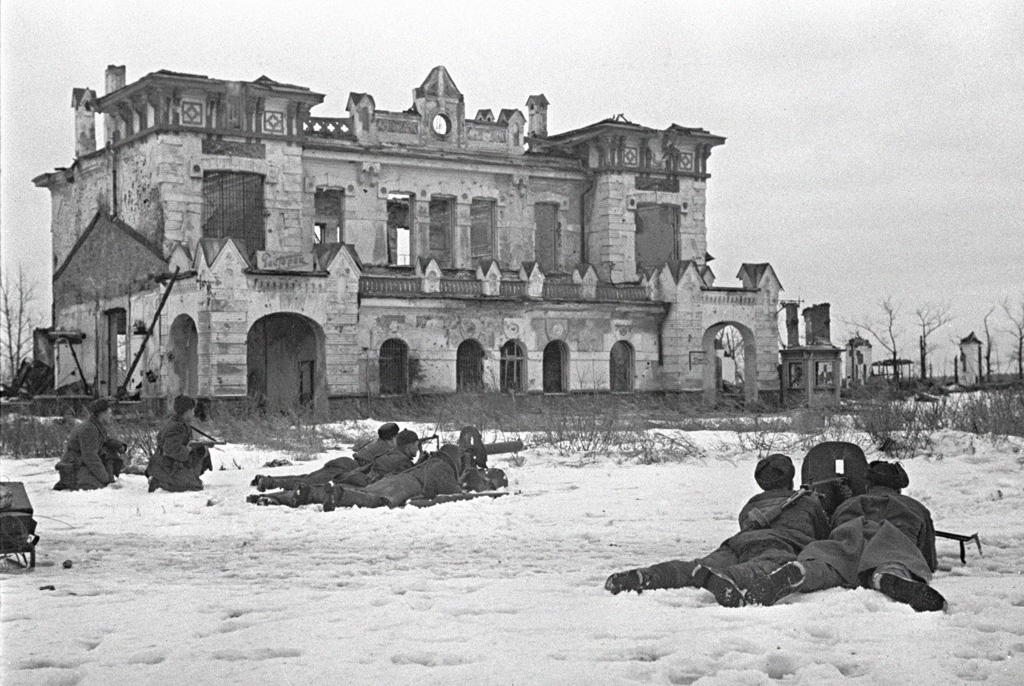
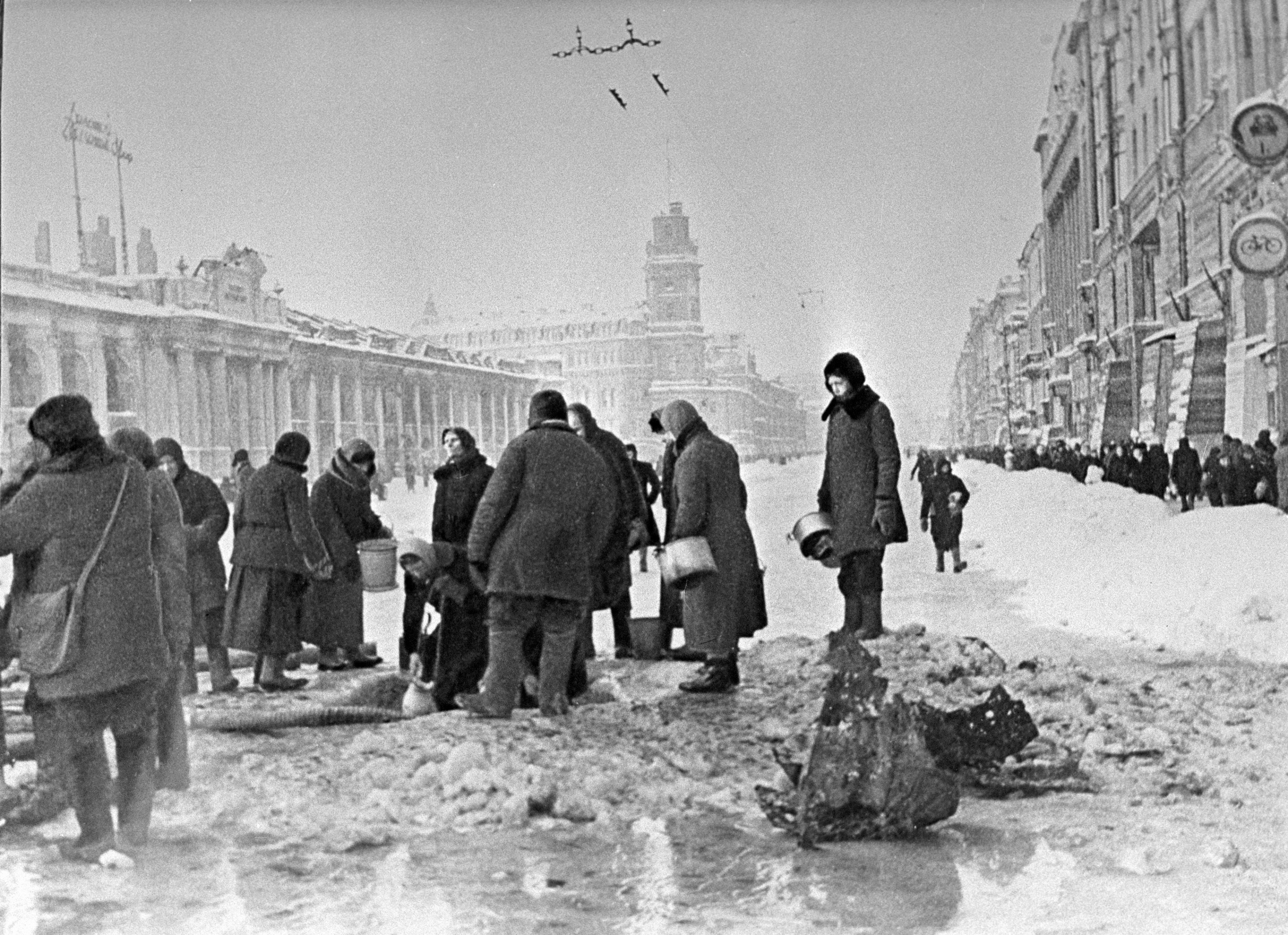
Obyvatelé Leningradu chodí pro vodu